# 내일은 뭐 할거니
"내일은 뭐 할거니"는 한국에서 제작된 이봉원 감독의 1986년 영화이다. 강석현 등이 주연으로 출연하였고 이봉원 등이 제작에 참여하였다.

## 출연

### 주연
- 강석현
- 정다희

## 기타
- 조명: 김기수
- 조감독: 현봉기
- 녹음: 손인호
- 녹음: 한양녹음실
- 진행: 박광진
- 효과: 이재희